# Anita Kruger
Anita Kruger (* 1977) ist eine ehemalige namibische Schwimmerin. 
Ihr größter Erfolg war der Gewinn von zwei Bronzemedaillen über 400 und 800 Meter Freistil bei den Afrikaspielen 1995 im simbabwischen Harare. Kruger nahm an den Schwimmweltmeisterschaften 1994 und im gleichen Jahr an den Commonwealth Games teil. Auch vier Jahre später war Kruger bei den Commonwealth Games dabei.

## Bestleistungen
- 100 m Freistil, 1:02:60 Minuten, 5. September 1994
- 200 m Freistil, 2:10:81 Minuten, 6. September 1994
- 400 m Freistil, 4:33:47 Minuten, 1. März 1996 (namibischer Rekord)
- 800 m Freistil, 9:25:14 Minuten, 1. März 1996 (namibischer Rekord)
- 1500 m Freistil, 18:34:94 Minuten (namibischer Rekord)